# 35 mm

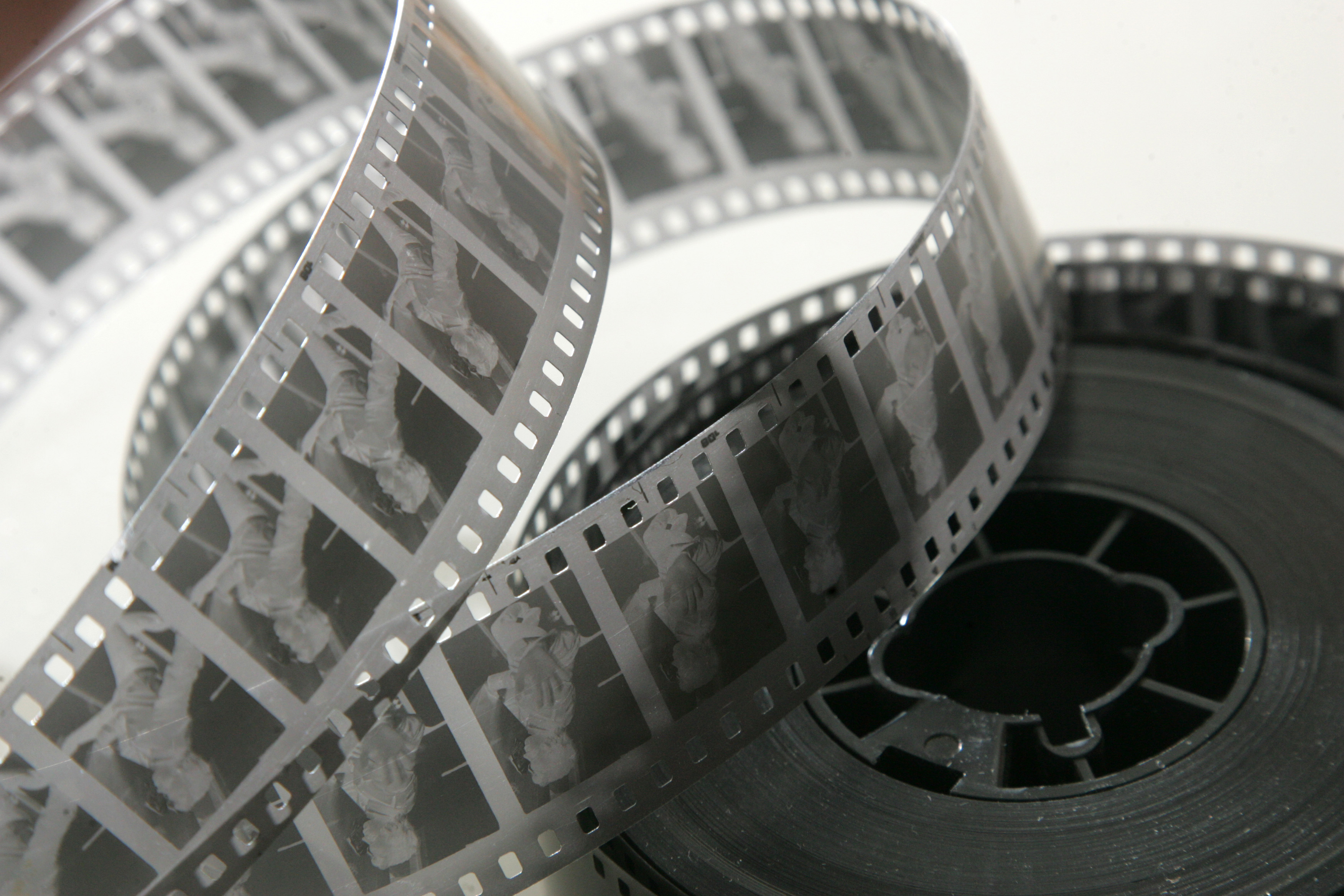
Negatiu en blanc i negre de pel·lícula de 35 mm

35 mm és el format de negatiu o pel·lícula fotogràfica més utilitzat, tant en cinema com a fotografia analògica, que va predominar, pràcticament sense canvis, des de la seva introducció en 1892 per William Dickson i Thomas Edison (que van usar material fotogràfic proporcionat per George Eastman) fins a l'establiment de la fotografia digital i cinema digital. El seu nom ve del fet que el negatiu és tallat en tires que mesuren 35 mil·límetres d'ample i, segons la norma, ha de portar quatre perforacions per quadre o fotograma en ambdós costats (en el cas de la fotografia, vuit perforacions), perquè la pel·lícula es reprodueixi a 24 fotogrames per segon.
Una gran varietat de calibres (pas de pel·lícula), majoritàriament patentats, van ser usats en nombroses càmeres i sistemes de projecció desenvolupats independentment al canvi del segle xix al xx, des dels 13 mm als 75 mm. La pel·lícula de 35 mm va ser finalment reconeguda com la mesura estàndard internacional el 1909 i s'ha mantingut llargament com el format de pel·lícula dominant per a la creació i projecció d'imatges, tot i les amenaces de passos més petits i més grans, i de formats nous, perquè la seva mida permet una relativament bona relació entre el cost del material fotogràfic i la qualitat de la imatge capturada. Addicionalment, l'àmplia disponibilitat dels projectors de 35 mm a les sales comercials fa que sigui l'únic format de pel·lícula que pot ser reproduït en gairebé qualsevol cinema en el món. Tot i això, el Digital Cinema Package commença a reemplaçar el format de 35 mm progressivament.
Aquest pas té aplicacions extraordinàriament versàtils. En els últims cent anys s'ha modificat per incloure-hi so, redissenyat per crear una base de pel·lícula més segura, formulat per capturar color; ha contingut multitud de formats de pantalla ampla ( widescreen ) i incorporat informació de so digital en gairebé totes les seves àrees que no tenen marcs. Des del començament del segle xxi, la fabricació de la pel·lícula de 35 mm s'ha convertit en un duopoli entre Eastman Kodak i Fujifilm.

## Història
El 1880 George Eastman va començar a fabricar plaques fotogràfiques de gelatina seca a Rochester, Nova York. Juntament amb W.H. Walker, Eastman va inventar un suport per a un corró de paper revestit amb una capa de gelatina sensible. La invenció d'Hannibal Goodwin de la base de pel·lícula nitrocel·lulosa, el 1887, va ser la primera pel·lícula transparent i flexible; en els anys següents, Émile Reynaud va desenvolupar el primer  film ztock  perforat.
No obstant això, Eastman va ser la primera gran empresa que va llançar la producció en massa d'aquests components, quan el 1889 va notar que l'emulsió de solució gelatinosa de bromur podia ser aplicada a aquesta base clara eliminant així el paper.
Amb l'aparició de la pel·lícula flexible, Thomas Alva Edison ràpidament va començar a treballar en la seva invenció, el Kinetoscopi, el qual va ser exhibit per primera vegada a l'Institut d'Art i Ciència de Brooklyn a 9 de maig de 1893. El kinetoscopi era un sistema de projecció seqüencial planejat per a ser vist per una persona a la vegada. Edison, juntament amb el seu assistent WKL Dickson, va continuar amb el seu treball i va inventar el Kinetófono, el qual combinava el Kinetoscopi amb el cilindre d'Edison, el fonògraf.
Inicialment, el cel·luloide que la Blair Camera Co. proporcionava a Edison era de 40mm, i era en els laboratoris d'aquest on es retallava fins als 35mm necessaris. Ràpidament, Edison va patentar aquest format, així com la inclusió de les quatre perforacions a cada banda. Això va provocar que alguns dels seus competidors, com l'American Mutoscope & Biograph emprés format de 68mm, que era reproduït mitjançant un motor de fregament. No obstant, el format era utilitzat sense el seu consentiment, ja de forma il·legal als Estats Units o on Edison no va aconseguir patentar-ho. Finalment, en març del 1902, se li va retirar la patent del format.
Com que el cel·luloide era proporcionat als cineastes sense perforar, van sorgir diferents formats de perforació a l'època: tal és el cas dels Lumière, que van proposar una perforació central, que es trobava entre els fotogrames. No obstant, Edison es va encarregar d'estandarditzar el seu format per mitjà del Motion Picture Parents Company.
El format fou introduït a la fotografia el 1913, però no es va arribar a popularitzar fins al llançament de la càmera Leica, creada per Oskar Barnack en 1925, amb el format 135.

## El color
Originalment, la pel·lícula era una tira de nitrat de cel·lulosa recoberta d'emulsió fotogràfica en blanc i negre. Els més pioners en el cinema, com D. W. Griffith, buscaven tonalitats de color per tal d'aconseguir un impacte dramàtics més fort, i de fet l'any 1920, entre el 80 i el 90 per cent de les pel·lícules van ser tacades d'aquesta manera. El primer procés de coloració natural que es va aconseguir amb èxit va ser el Kinemacolor de la Gran Bretanya (1908-1914), un procés additiu de dos colors que utilitzava un disc rotatiu amb filtres vermells i verds enfront de la lent de la càmera i del projector. Però tots els processos que van fotografiar i projectar els colors seqüencialment estaven subjectes a una vibració dels colors al voltant dels objectes mòbils i un parpelleig del color general.
El 1916, William Van Doren Kelley va començar a desenvolupar Prizma, el primer procés de color nord-americà comercialment viable amb una pel·lícula de 35 mm. Inicialment, com Kinemacolor, va fotografiar els elements de color un darrere l'altre i va projectar els resultats per síntesi additiva. Finalment, Prizma es va refinar a la fotografia bipack, amb dues tires de pel·lícula, una tractava de ser sensible al vermell i l'altra no, passant per la càmera cara a cara. Cada negatiu es va imprimir en una sola superfície del mateix material d'impressió duplicat i cada sèrie resultant d'imatges en blanc i negre va ser tònicament química per transformar la plata en un color monocromàtic, ja sigui de color taronja o blau-verd, podent-se mostrar amb qualsevol projector normal. Aquest sistema de fotografia bipack de dos colors i impressions a doble cara va ser la base per a molts processos de color posteriors, com ara Multicolor, Brewster Color i Cinecolor.
Encara que havia estat disponible prèviament, els llargmetratges de color a Hollywood es van convertir en pràctics des de la perspectiva comercial dels estudis amb l'arribada del Technicolor, el principal avantatge de la qual, va ser la impressió de qualitat en molt menys temps que els seus competidors. En les seves primeres presentacions, el Technicolor era un altre sistema de dos colors que podria reproduir una sèrie de vermells, verdures blavoses silencioses, roses, marrons, grisetes i grisos, però no blaus o grocs reals. Toll of the Sea, llançat el 1922, va ser la primera pel·lícula impresa amb el seu sistema de color més subtil. La càmera de Technicolor va fotografiar cada parell de fotogrames amb filtre de color simultàniament en una tira de pel·lícula en blanc i negre mitjançant un prisma divisor de feix darrere de la lent de la càmera. Dues impressions amb un material de mitja espessor es van fer a partir del negatiu, un: dels fotogrames només filtrats de color vermell, i l'altre: dels marcs filtrats de color verd. Després del desenvolupament, les imatges platejades, a les impressions es van sintetitzar químicament per convertir-les en imatges dels colors complementaris. Les dues franges es van ajuntar formant una sola cinta similar a la pel·lícula duplicada.
El 1928, el Technicolor va començar a fer les seves impressions pel procés d'imbibició, que era mecànic i no fotogràfic i permetia combinar els components del color al mateix costat de la pel·lícula. L'ús de dues pel·lícules matricials amb imatges d'alleugeriment de gelatina endurides, i més gruixuda i amb una imatge més fosca, es van transferir els colorants d'anilina al recobriment de gelatina en una tercera franja de pel·lícula en blanc.
Technicolor va ressuscitar com un procés de tres colors per a dibuixos animats el 1932 i l'acció en viu l'any 1934. Feia ús d'una disposició diferent d'un cub de divisors de feix i filtres de color darrere de la lent, la càmera va exposar simultàniament tres tires de pel·lícula individuals de blanc i negre, cadascuna gravant un terç de l'espectre, que permetia reproduir pràcticament tot l'espectre de colors. Es va fer una matriu d'impressió amb una imatge d'alleujament de gelatina endurida de cada negatiu, i les tres matrius van transferir colorants a una pel·lícula en blanc per crear la impressió.
El 1934, William T. Crispinel i Alan M. Gundelfinger van reviure el procés Multicolor amb el nom de la companyia Cinecolor. Cinecolor va veure un ús considerable en imatges d'animació i de baix pressupost, principalment perquè va costar molt menys que Technicolor de tres colors. Si el disseny del color es gestionava amb cura, la manca de colors com el verd veritable podria passar desapercebuda. Encara que Cinecolor va utilitzar el mateix estoc duplicat com Prizma i Multicolor, va tenir l'avantatge que els seus mètodes d'impressió i processament van donar grans quantitats de pel·lícules acabades en menys temps.
En 1950, Kodak va anunciar el primer paper oriental de color 35mm d'Eastman (juntament amb una pel·lícula positiva complementària) que podria gravar els tres colors primaris en la mateixa tira de cinema. Una versió millorada el 1952 va ser adoptada ràpidament per Hollywood, fent ús de càmeres Technicolor i càmeres bipack de tres bandes (usades en sistemes de dos colors com Cinecolor) obsoletes en cinematografia de colors. Aquesta estructura "monopack" està formada per tres capes d'emulsió diferents, una sensible a la llum vermella, una a verda i una a la blau.

## Pel·lícula de seguretat
Tot i que Eastman Kodak havia introduït per primera vegada una pel·lícula basada en acetat, era massa trencadissa i propensa a encongir-se, de manera que les pel·lícules de cel·lulosa basades en nitrat, perillosament inflamables, s'utilitzaven generalment per a pel·lícules de càmera i impressió. El 1949 Kodak va començar a substituir totes les pel·lícules de nitrocel·lulosa (basades en nitrats) per les pel·lícules de "Safety" (Seguretat) basades en tricetat de cel·lulosa que feia que fosin més segures i robustes. El 1950 l'Acadèmia d'Arts i Ciències Cinematogràfiques va atorgar a Kodak un Premi de l'Acadèmia Científica i Tècnica (Oscar) per l'estoc de triacetat més segur. El 1952, totes les pel·lícules de càmera i projector estaven basades en triacetat. La majoria, si no totes, les impressions de pel·lícula d'avui dia estan fetes de base de seguretat de polièster sintètic (que va començar a substituir la pel·lícula de triacetat per les impressions a principis dels anys noranta). La part negativa de la pel·lícula de polièster és que és extremadament forta, i, en cas d'una fallada, s'estirarà i no es trencarà –potencialment causant danys al projector i arruïnant un tram bastant gran de pel·lícula: 2–3 peus o aproximadament 2 segons. A més, la pel·lícula de polièster es fondrà si s'exposa a la làmpada del projector durant massa temps. El negatiu original de la càmera encara es fa sobre una base de triacetat, i algunes pel·lícules intermèdies (inclosos sens dubte els negatius internegatius o "dupe", però no necessàriament els interpositius o positius "mestre") també es fan sobre una base de triacetat, ja que aquestes pel·lícules han de ser empalmades durant el procés d' "assemblatge negatiu", i el procés d'assemblatge negatiu existent està basat en dissolvents. Les pel·lícules de polièster no són compatibles amb els processos de muntatge basats en dissolvents.

## Altres tipus
A més de les pel·lícules en blanc i negre i en color negatiu, hi ha pel·lícules en blanc i negre i en color reversal, que quan es desenvolupen creen una imatge positiva ("natural") que és projectable. També hi ha pel·lícules sensibles a longituds d'ona no visibles de la llum, com l'infraroig.

## Formats més comuns

### Academy format

Comparació de formats de pel·lícula comuns de 35 mm

En el format convencional de la imatge en moviment, els fotogrames tenen quatre perforacions d'alçada, amb una relació d'aspecte de 1.375:1, 22 per 16 mm (0.866 per 0,630 polzades). Això és una derivació de la relació d'aspecte i la mida del fotograma designada per Thomas Edison (24.89 per 18.67 mil·límetres o 0.980 per 0.735 polzades) a l'albada de les pel·lícules, que era una relació d'aspecte de 1.33:1. Les primeres característiques de so es van publicar el 1926–27, i mentre Warner Bros. utilitzava discos de fonògraf sincronitzats (so en disc), Fox va col·locar la banda sonora en un registre òptic directament a la pel·lícula (so en pel·lícula) en una tira entre els forats de la trama i el fotograma de la imatge. "Sound-on-film" va ser aviat adoptat pels altres estudis de Hollywood, resultant en una relació d'imatge gairebé quadrada de 0,860 per 0,820 polzades.
El 1929, la majoria dels estudis de cinema havien renovat aquest format utilitzant la seva pròpia mida de placa d'obertura per intentar recrear la proporció de pantalla més antiga de 1.33:1. A més, cada cadena de teatre tenia la seva pròpia mida de placa d'obertura de la casa en la qual es projectava la imatge. Aquestes mides sovint no coincidien ni tan sols entre teatres i estudis propietat de la mateixa companyia, i per tant, es van produir pràctiques de projecció desiguals.
Al novembre de 1929, la Society of Motion Picture Engineers va establir una relació d'obertura estàndard de 0,800 polzades per 0,600 polzades. Conegut com l'estàndard 1930, els estudis que van seguir la pràctica suggerida de marcar els seus visors de càmera per a aquesta proporció van ser: Paramount-Famous-Lasky, Metro-Goldwyn Mayer, United Artists, Pathe, Universal, RKO, Tiffany-Stahl, Mack Sennett, Darmour, i Educational. Les marques de Fox Studio eren de la mateixa amplada però permetien .04 en més alçada.
El 1932, en refinar aquesta proporció, l'Acadèmia d'Arts i Ciències Cinematogràfiques es va expandir a aquest estàndard de 1930. L'obertura de la càmera es va convertir en 22 per 16 mm (0,87 per 0,63 polzades), i la imatge projectada utilitzaria una mida de placa d'obertura de 0,825 per 0,600 polzades (21,0 per 15,2 mm), donant una relació d'aspecte de 1,3575:1. Això es va conèixer com la proporció "Acadèmia". Des de la dècada de 1950, la proporció d'aspecte d'algunes pel·lícules cinematogràfiques estrenades teatralment ha estat 1.85:1 (1.66:1 a Europa) o 2.35:1 (2.40:1 després de 1970). L'àrea d'imatge per a la "transmissió de televisió" és lleugerament més petita que la proporció completa de l'"Acadèmia" a 21 per 16 mm (0,83 per 0,63 polzades), una proporció d'aspecte d'1,33:1. Per tant, quan la relació "Acadèmia" es coneix com tenir una relació d'aspecte d'1,33:1, es fa erròniament.

### Pantalla ampla (Widescreen)
El format anamòrfic usat comunament utilitza un marc similar de quatre perf, però una lent anamòrfica s'utilitza en la càmera i el projector per produir una imatge més àmplia, avui dia amb una relació d'aspecte d'aproximadament 2.39:1 (més comunament referit com 2.40:1). La proporció era anteriorment 2,35:1—i encara es coneix erròniament com a tal—fins a una revisió SMPTE dels estàndards de projecció el 1970. La imatge, tal com es registra en el negatiu i la impressió, és comprimida horitzontalment per un factor de 2.
Buscant una alternativa similar, altres estudis importants van impactar en una solució més senzilla i menys costosa a l'abril de 1953: la càmera i el projector utilitzaven lents esfèriques convencionals (en lloc de lents anamòrfiques molt més cares), però utilitzant una placa d'obertura extraïble a la porta del projector de la pel·lícula, la part superior i inferior del marc podria ser retallada per crear una relació d'aspecte més àmplia. Paramount Pictures va començar aquesta tendència amb la seva relació d'aspecte de 1.66:1, utilitzada per primera vegada a Shane, que es va filmar originalment per a la Academy ratio. Va ser Universal Studios, però, amb el seu llançament de maig de Thunder Bay que va introduir el format ara estàndard 1.85:1 a les audiències estatunidenques i va cridar l'atenció a la indústria sobre la capacitat i el baix cost d'equipar teatres per a aquesta transició.
Altres estudis van seguir l'exemple amb proporcions d'aspecte d'1,75:1 fins a 2:1. Durant un temps, aquestes diverses proporcions van ser utilitzades per diferents estudis en diferents produccions, però el 1956, la proporció d'aspecte de 1.85:1 es va convertir en el format "estàndard" dels Estats Units. Aquestes pel·lícules planes són fotografiades amb el format de l'Acadèmia, però són matte (sovint amb una màscara al projector del teatre, no a la càmera) per obtenir la relació d'aspecte "ampla". L'estàndard, en alguns països europeus, es va convertir en 1.66:1 en comptes de 1.85:1, encara que algunes produccions amb distribuïdors nord-americans predeterminats van ser compostes perquè aquest últim apel·lés als mercats dels Estats Units.
El setembre del 1953, 20th Century Fox va debutar CinemaScope amb la seva producció de The Robe a gran èxit. CinemaScope es va convertir en el primer ús comercialitzable d'un procés de pantalla ampla anamòrfica i es va convertir en la base d'una sèrie de "formats", normalment sufixats amb -scope, que eren idèntics en especificació, encara que de vegades inferiors en qualitat òptica. (Alguns desenvolupaments, com ara SuperScope i Techniscope, però, eren formats completament diferents.) A principis de la dècada de 1960, però, Panavision eventualment resoldria moltes de les limitacions tècniques de les lents CinemaScope amb les seves pròpies lents, i el 1967, CinemaScope va ser reemplaçat per Panavision i altres fabricants de tercers.
Els anys 1950 i 1960 van veure molts altres processos nous utilitzant 35 mm, com VistaVision, SuperScope i Technirama, la majoria dels quals finalment van quedar obsolets. VistaVision, però, seria reviscut dècades més tard per Lucasfilm i altres estudis per a treballs d'efectes especials, mentre que una variant de SuperScope es va convertir en la predecessora del format modern Super 35 que és popular avui dia.

### Súper 35
El concepte darrere del Super 35 es va originar amb el format SuperScope dels germans Tushinsky, particularment l'especificació SuperScope 235 de 1956. El 1982, Joe Dunton va reviure el format per Dance Craze, i Technicolor aviat el va comercialitzar sota el nom de "Super Techniscope" abans que la indústria es va establir en el nom Super 35. La idea central del procés és tornar a disparar en l'original "Edison" 1.33:1 àrea completament 4-perf negativa (24,89 per 18,67 mil·límetres o 0,98 per 0.735 polzades), i després tallar el marc ja sigui des de la part inferior o el centre (com 1.85:1) per crear una relació d'aspecte 2.40:1 (aparellant la de lents anamòrfiques) amb una àrea de 24 per 10 mm (0,94 per 0,39 polzades). Tot i que aquesta retallada pot semblar extrema, expandint l'àrea negativa perf-a-perf, Super 35 crea una relació d'aspecte de 2,40:1 amb una àrea negativa global de 240 mil·límetres quadrats (0,37 sq in), només 9 mil·límetres quadrats menys que la collita 1.85:1 del marc de l'Acadèmia (248,81 mil·límetres quadrats o 0,38566 polzades quadrades). El marc retallat es converteix a l'etapa intermèdia en una impressió de 4 perf anamòrficament espremada compatible amb l'estàndard de projecció anamòrfica. Això permet capturar un marc "anamòrfic" amb lents no anamòrfiques, que són molt més comuns. Fins a l'any 2000, una vegada que la pel·lícula va ser fotografiada en Super 35, una impressora òptica es va utilitzar per anamòrficar la imatge. Aquest pas òptic va reduir la qualitat global de la imatge i va fer del Super 35 un tema controvertit entre els cinematògrafs, molts dels quals van preferir la qualitat d'imatge més alta i l'àrea negativa del marc de la fotografia anamòrfica (especialment pel que fa a la granularitat). Amb l'arribada dels Digital Intermediate (DI) a principis del segle XXI, però, la fotografia del Super 35 s'ha tornat encara més popular, ja que tot es podia fer digitalment, escanejant la imatge original de 4 perf 1.33:1 (o 3- perf 1.78:1) i retallant-la al fotograma 2.39:1 ja en l'ordinador, sense etapes anamòrfiques, i també sense crear una generació òptica addicional amb un gra augmentat. Aquest procés de creació de la relació d'aspecte a l'ordinador permet als estudis realitzar tota la postproducció i edició de la pel·lícula en el seu aspecte original (1.33:1 o 1.78:1) i després llançar la versió retallada, tot i tenir l'original quan sigui necessari (per a Pan & Scan, transmissió HDTV, etc.).

### 3-Perf
Les proporcions de pantalla ampla no anamòrfiques (més comunament 1.85:1) utilitzades en llargmetratges moderns fan un ús ineficient de l'àrea d'imatge disponible en pel·lícula de 35 mm utilitzant el pulldown estàndard de 4 perf; l'alçada d'un fotograma 1.85:1 que ocupa només el 65% de la distància entre els fotogrames. És clar, per tant, que un canvi a un pulldown de 3 perf permetria una reducció del 25% en el consum de pel·lícula mentre encara s'acomodava el fotograma complet de 1.85:1. Des de la introducció d'aquests formats de pantalla ampla en la dècada de 1950, diversos directors de cinema i cinematògrafs han argumentat a favor que la indústria faci aquest canvi. El director de fotografia canadenc Miklos Lente va inventar i patentar un sistema de tres perforacions que va anomenar "Trilent 35" el 1975 tot i que no va ser capaç de persuadir la indústria perquè l'adoptés.
La idea va ser més tard acceptada per la cineasta sueca Rune Ericson, que era una forta defensora del sistema de 3-perf. Ericson va rodar el seu 51è llargmetratge Pirates of the Lake el 1986 utilitzant dues càmeres Panaflex modificades a 3 perf pulldown i va suggerir que la indústria podria canviar completament al llarg de deu anys. No obstant això, la indústria del cinema no va fer el canvi principalment perquè hauria requerit la modificació dels milers de projectors de 35 mm existents en sales de cinema de tot el món. Encara que hauria estat possible rodar en 3 perf i després convertir a 4 perf estàndard per a impressions d'estrena, les complicacions addicionals que això causaria i l'etapa d'impressió òptica addicional requerida va fer d'aquesta una opció poc atractiva en el moment per a la majoria dels cineastes.
No obstant això, en la producció de televisió, on la compatibilitat amb una base instal·lada de projectors de pel·lícula de 35 mm és innecessària, el format de 3-perf és de vegades utilitzat, donant - si s'utilitza amb Super 35 - la proporció de 16:9 utilitzada per HDTV i reduint l'ús de pel·lícula en un 25%. A causa de la incompatibilitat de 3-perf amb l'equip estàndard de 4-perf, pot utilitzar tota l'àrea negativa entre les perforacions (pel·lícula Super 35 mm) sense preocupar-se per la compatibilitat amb l'equip existent; l'àrea d'imatge Super 35 inclou el que seria l'àrea de la banda sonora en una impressió estàndard. Tots els negatius de 3-perf requereixen la conversió òptica o digital a 4-perf estàndard si es desitja una impressió de pel·lícula, encara que 3-perf es pot transferir fàcilment al vídeo amb poca o cap dificultat per el telecine modern o els escàners de pel·lícula. Amb l'intermedi digital ara un procés estàndard per a la postproducció de llargmetratges, 3-perf és cada vegada més popular per a produccions de llargmetratges que d'altra manera serien averses a una fase de conversió òptica.

### VistaVision

Un diagrama del format VistaVision.

El format d'imatge en moviment VistaVision va ser creat el 1954 per Paramount Pictures per crear un negatiu de gra més fi i impressió per a pel·lícules planes de pantalla ampla. Similar a la fotografia fixa, el format utilitza una càmera que executa una pel·lícula de 35 mm horitzontalment en lloc de vertical a través de la càmera, amb fotogrames que són vuit perforacions de llarg, resultant en una relació d'aspecte més àmplia de 1,5:1 i més detall, ja que s'utilitza més de l'àrea negativa per fotograma. Aquest format és inprojectable en sales estàndard i requereix un pas òptic per reduir la imatge en el marc vertical estàndard de 35 mm.
Mentre que el format estava latent a principis de la dècada de 1960, el sistema de càmera va ser reviscut per efectes visuals per John Dykstra a Industrial Light and Magic, començant amb Star Wars, com una manera de reduir la granularitat en la impressora òptica per haver augmentat l'àrea negativa de la càmera original en el punt d'origen de la imatge. El seu ús ha tornat a disminuir des del domini dels efectes visuals basats en ordinador, si bé encara veu una utilització limitada.

## Perforacions

### Perforacions BH

Tipus de forats de perforació de pel·lícula de 35 mm.

Les perforacions de pel·lícula eren originalment forats rodons tallats al costat de la pel·lícula, però com que aquestes perforacions estaven subjectes a desgast i deformació, la forma es va canviar al que ara s'anomena perforació de Bell & Howell (BH), que té vores rectes superiors i inferiors i costats corbats cap a fora. Les dimensions de la perforació BH són de 0,10 polzades (2,8 mm) des del mig de la corba lateral fins a la cantonada superior oposada per 0,073 polzades (1,9 mm) d'alçada. La perforació BH1866, o perforació BH amb un to de 0,1866 polzades (4,74 mm), és l'estàndard modern per a pel·lícules negatives i internegatives.

### Perforacions KB
Com que BH té cantonades afilades, l'ús repetit de la pel·lícula a través de projectors de moviment intermitents crea una tensió que pot esquinçar fàcilment les perforacions. A més, tendien a encongir-se a mesura que la impressió decaïa lentament. Per tant, les perforacions més grans amb una base rectangular i cantonades arrodonides van ser introduïdes per Kodak el 1924 per millorar l'estabilitat, el registre, la durabilitat i la longevitat. Conegut com a "Kodak Standard" (KS), són de 0,0780 polzades (1,98 mm) d'alt per 0,1100 polzades (2,79 mm) d'ample. La seva durabilitat fa que els KS perfs siguin l'elecció ideal per a algunes (però no totes) impressions intermèdies i totes les impressions de llançament, i els negatius de càmera originals que requereixen un ús especial, com ara filmacions d'alta velocitat, però no per a pantalla blava, projecció frontal, projecció posterior o treball matte, ja que aquestes aplicacions específiques exigeixen el registre més precís que només és possible amb perforacions BH o DH. L'augment de l'alçada també significa que el registre d'imatge era considerablement menys precís que els perfs BH, que roman l'estàndard per als negatius. La perforació KS1870, o perforació KS amb un to de 0,1870 polzades (4,75 mm), és l'estàndard modern per a les impressions de llançament.
Aquestes dues perforacions van ser, amb diferència, les més utilitzades. Les perforacions BH també es coneixen com a N (negatives) i KS com a P (positives). El perf de Bell & Howell és l'estàndard per a pel·lícules negatives de càmera a causa de les dimensions de perforació en comparació amb la majoria d'impressores, per tant pot mantenir una imatge constant en comparació amb altres perforacions.

### Perforacions DH
La perforació Dubray-Howell (DH) va ser proposada per primera vegada el 1932 per reemplaçar els dos perfs per un únic híbrid. L'estàndard proposat era, com KS, rectangular amb cantonades arrodonides i una amplada de 0,1100 polzades (2,79 mm), i, com BH, tenia 0,073 polzades (1,9 mm) d'alçada. Això li va donar una vida de projecció més llarga, però també va millorar el registre. Una de les seves aplicacions principals va ser l'ús en la impressió de colorant imbibició (transferència de color) de Technicolor. El DH perf mai va tenir una àmplia acceptació, i la introducció de la pel·lícula monopack Eastmancolor de Kodak en la dècada de 1950 va reduir la demanda de transferència de color, tot i que la perforació de DH persisteix en pel·lícules intermèdies d'aplicació especials.

### Perforacions CS
El 1953, la introducció de CinemaScope per Fox Studios va requerir la creació d'una forma diferent de perforació que era gairebé quadrada i més petita per proporcionar espai per a quatre bandes de so magnètic per a so estereofònic i envoltant. Aquestes perforacions es coneixen comunament com CinemaScope (CS) o perfs de "Fox forat". Les seves dimensions són de 0,0780 polzades (1,98 mm) d'amplada per 0,0730 polzades (1,85 mm) d'alçada. A causa de la diferència de mida, la pel·lícula perfed CS no es pot executar a través d'un projector amb dents estàndard KS, però les impressions KS es poden executar en sprockets amb dents CS. La pel·lícula desenfrenada amb impressions KS que normalment es danyaria en un projector amb sprockets KS de vegades es pot executar molt més suaument a través d'un projector amb sprockets CS a causa de la mida més petita de les dents. La pel·lícula magnètica de 35 mm es va tornar obsoleta en la dècada de 1980 després de l'adveniment de Dolby Stereo, com a resultat que la pel·lícula amb perfs CS ja no es fabrica.
Durant la impressió contínua en contacte, l'estoc en brut i el negatiu es col·loquen l'un al costat de l'altre al voltant de la roda de la impressora. El negatiu, que és el més proper dels dos a la roda d'asfalt (creant així un camí una mica més curt), ha de tenir un to marginalment més curt entre perforacions (0.1866 en pitch); l'estoc cru té un to llarg (0.1870 en pitch). Mentre que les existències de nitrat de cel·lulosa i diacetat de cel·lulosa s'encongeixen durant el processament prou com per tenir aquesta diferència de forma natural, les existències de seguretat modernes no s'encongeixen a la mateixa taxa i, per tant, les existències negatives (i algunes intermèdies) es perforen a un to del 0,2% més curt que les d'impressió.

## Especificacions tècniques

Àrees de 35 mm de marc de pel·lícula. 1. Obertura de càmera de pel·lícula de 35 mm (21,95 mm x 16 mm) 2. 1:1.37 Àrea projectable d'imatge (20.96 mm x 15.29 mm) 3. 1:1.85 Alçada projectable de la imatge 11,33 mm 4. 1:1.66 Alçada projectable de la imatge 12,62 mm 5. Àrea escanejada televisiva (20,12 mm x 15,09 mm) 6. Zona segura de televisió (acció) 18,11 mm x 13,59 mm 7. Zona segura de televisió (títols) 16.00 mm x 12.06 mm

Les especificacions tècniques per a pel·lícula de 35 mm estan estandarditzades per SMPTE.
- 16 fotogrames per peu (0.748 polzades (19.0 mm) per fotograma (to llarg))
- 24 fotogrames per segon (fps); 90 peus (27 m) per minut. 1000 peus (300 m) és aproximadament 11 minuts a 24 fps.
- desplegable vertical
- 4 perforacions per marc (tota la projecció i la majoria de l'origen excepte 3-perf). 1 perforació . 31616 polzades o 0,1875 polzades. 1 fotograma . 344 polzades o 0,75 polzades.

### 35 mm esfèric[28]
- Relació d'aspecte: 1.375:1 sobre l'obertura de la càmera; 1.85:1 i 1.66:1 són durs o tous sobre això
- Obertura de la càmera: 0.866 per 0,630 polzades (22.0 per 16,0 mm)
- Obertura del projector (full 1.375:1): 0.825 per 0,602 en (21.0 per 15,3 mm)
- Obertura del projector (1.66:1): 0,825 per 0,497 polzades (21.0 per 12,6 mm)
- Obertura del projector (1.85:1): 0.825 per 0.446 in (21.0 per 11.3 mm)
- Obertura de l'emissora de televisió: 0.816 per 0,612 in (20,7 per 15,5 mm)
- Transmissió de TV: 0.792 per 0,594 in (20.1 per 15.1 mm)
- Acció segura de la TV: 0.713 per 0,535 (18.1 per 13.6 mm); radis de les cantonades: 0.143 polzades (3.6 mm)
- Títols segurs de TV: 0.630 per 0.475 (16.0 per 12.1 mm); radis de cantonada: 0.125 polzades (3.2 mm)

### Pel·lícula Super 35 mm
- Relació d'aspecte: 1.33:1 en l'obertura de la càmera de 4 perf
- Obertura de la càmera (4-perf): 0,90 per 0,735 (24,9 per 18,7 mm)
- Imatge utilitzada (35 mm anamòrfica): 0,9045 per 0,344 polzades (24.0 per 10.0 mm)
- Imatge utilitzada (bufat de 70 mm): 0.945 per 0.430 polzades (24.0 per 10.9 mm)
- Imatge utilitzada (35 mm plana 1.85): 0.945 per 0.511 polzades (24.0 per 13.0 mm)

### 35 mm anamòrfic
- Relació d'aspecte: 2.39:1, en un marc 1.19:1 amb una anamorfosi horitzontal 2x
- Obertura de la càmera: 0.866 per 0.732 polzades (22.0 per 18.6 mm)
- Obertura del projector: 0.825 per 0,690 polzades (21.0 per 17,5 mm)

## Innovacions sonores

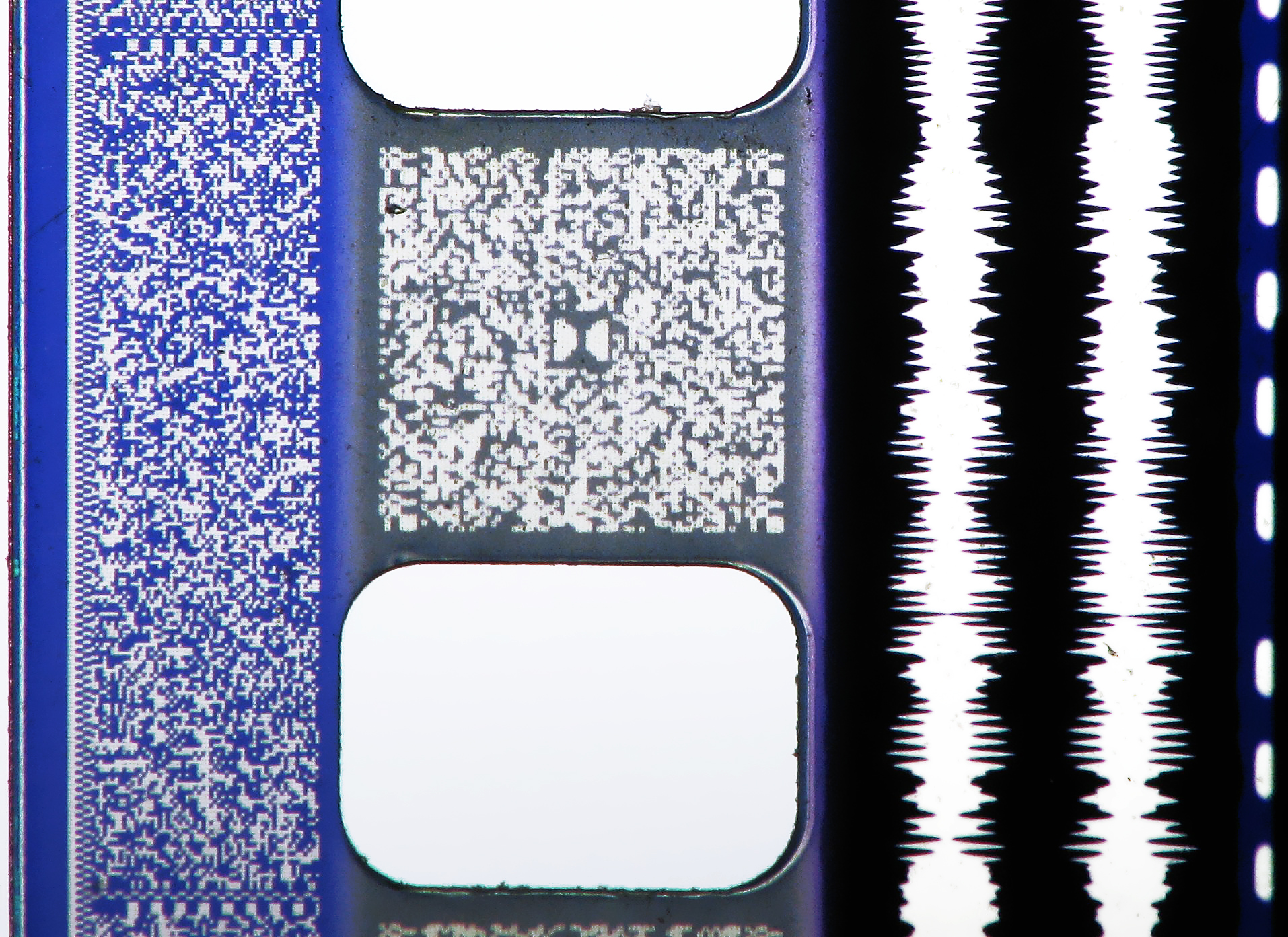
Mate que combina tots els 4 formats d'àudio. D'esquerra a dreta: SDDS (àrea blava), Dolby Digital (àrea grisa), so analògic òptic (línies blanques), i DTS (la línia discontinua de la dreta)

Durant la dècada dels 90 es van introduir fins a 3 sistemes digitals de so per la pel·lícula de 35 mm: El Dolby Digital, que s'emmagatzema entre les perforacions del film, l'SDDS, situat en dues línies redundants pels marges de la pel·lícula passades les perforacions, i finalment el DTS en el qual la informació de so s'emmagatzema en discs compactes per separat que es llegeixen a través de la línia dels temps. Com que tots aquests formats poden aparèixer en diverses parts del film, una pel·lícula pot contenir-los tots, permetent una millor distribució per totes les sales.
La tecnologia de la pista òptica analògica també ha canviat: a principis del segle xxi, els distribuïdors van substituir les bandes sonores aplicades, que eren molt contaminants, per altres d'òptiques tintades de color cian. Com que les llums d'excitació incandescents tradicionals produeixen abundants quantitats de llum infraroja i les pistes de color cian no absorbien la llum infraroja, els cinemes es van veure obligats a reemplaçar la llum excitadora incandescent amb un LED vermell de colors complementaris o amb un làser. Aquests excitadors LED o làser són compatibles amb les pistes més antigues.
Per facilitar aquest canvi, es van distribuir impressions conegudes com a "high magenta". Aquestes impressions usaven una banda sonora de plata que s'imprimia a la capa de colorant magenta. El resultat va ser una banda sonora òptica, amb baixos nivells de distorsió sibilant (modulació creuada), en ambdós tipus de suports.

## Declivi

35 mm

Hi ha un període de transició entre els anys 2005 i 2015. La ràpida conversió de la projecció digital ha causat que les sales de cine hagin substituït els projectors de 35 mm per altres digitals. A mitjans de l'any 2010, la majoria de sales arreu del món ja s'havien digitalitzat, tot i que algunes encara segueixen funcionant analògicament, de la mateixa manera que existeix un mercat pels més entusiastes d'aquest format.

## Ascens
A finals de la dècada del 2010, l'ús de carrets de 35mm i la fotografia analògica van experimentar un augment progressiu.
En 2019, el negoci cinematogràfic de la companyia Kodak va créixer un 21%. Aquest fet s'atribueix a l’auge de directors del cinema que van optar per rodar en analògic. A tall d’exemple, Cristopher Nolan filma Interestellar en IMAX de 70mm i 35mm, o Tarantino, que filma The Hateful Eight en 65mm. Així com altres directors opten per combinar digital amb analògic, com és en el cas de les pel·lícules: Spider Man 2, The Dark Night i Gravity.
Un altre factor influent en aquest ascens del film analògic és la moda del Vintage, i la nostalgia que el retorn de les fotografies analògiques pot suscitar. Com va comentar l’editor cap de Purple Magazine en la carta de l’editor en un número de 2016, la industria de la moda està redescrubrint les possibilitats i la qualitat del celuloide. ´”És similar al que li ha passat a la música amb el resorgiment del vinil (...) la fotografia digital és més nítida, més neta, més ràctica…Sí, però és freda. El carret et pot arribar a donar menys informació, però és informació emocional. I l’emoció, importa. Un full de contactes et pot fer plorar, un arxiu de Lightroom obert… estranyament.”